# Göran Sonnevi
Göran Sonnevi (Lund, 3 de octubre de 1939) poeta y traductor sueco.
Creció en Halmstad y realizó estudios superiores en la Universidad de Lund. Vive actualmente en Järfälla. 
Con su poemario Oceanen, ganó el  Premio de Literatura del Consejo Nórdico en 2005. 